# Sorghastrum
Sorghastrum là một chi thực vật có hoa trong họ Hòa thảo (Poaceae).

## Loài
Chi Sorghastrum gồm các loài: